# Albrandswaard

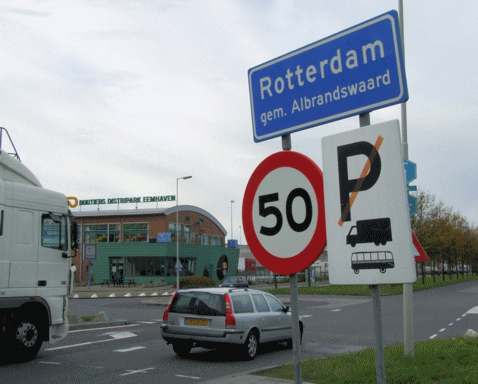
Rotterdam Albrandswaard

Albrandswaard (uitspraakⓘ) is een gemeente in de Nederlandse provincie Zuid-Holland. De gemeente telt 26.428 inwoners en heeft een totale oppervlakte van 23,76 km², waarvan 21,69 km² land en 2,07 km² water (22 november 2024). De gemeente maakt deel uit van Metropoolregio Rotterdam Den Haag en de BAR-gemeenten (Barendrecht, Albrandswaard en Ridderkerk).
De gemeentenaam is afgeleid van de voormalige heerlijkheid Albrantswaard en Kijvelanden.

## Geschiedenis
Albrandswaard is in 1985 ontstaan door het samenvoegen van de gemeentes Rhoon en Poortugaal. Hierbij werd een gedeelte van het Poortugaals grondgebied afgestaan aan Rotterdam; dit maakt deel uit van het Rotterdamse stadsdeel Hoogvliet. De gemeente telt 26.428 inwoners (per 22 november 2024) en heeft een oppervlakte van 23,76 km². Veel inwoners zijn forensen die in Rotterdam werken. Het gemeentehuis bevond zich sinds het najaar van 2006 in een kantorencomplex aan de Hofhoek in Poortugaal. Daarvoor stond het aan de Viaductweg in Rhoon. In oktober 2021 is het huidige gemeentehuis in Rhoon in gebruik genomen, het zogeheten Huis van Albrandswaard nabij het metrostation en de sporthal aan de Stationsstraat.
Sinds 2000 is er een derde kern bij de al twee bestaande dorpen gekomen: Portland. Deze kern is samen met Carnisselande van Barendrecht onderdeel van de Vinex-locatie Midden-IJsselmonde. Een referendum onder de inwoners van Portland heeft uitgewezen dat zij graag als wijk onderdeel willen blijven van het dorp Rhoon in plaats als een zelfstandig dorp Portland binnen de gemeente Albrandswaard. Hierdoor werd Portland ook aangesloten op het Rotterdamse "010"-net in plaats van het Barendrechtse "0180".

## Wijkindeling
- Poortugaal
  - Poortugaal-Dorp en Landweg
  - Deltawijk en Zuid
  - Oost-Valckestijn
  - West-Valckestijn
  - Kasteeltuin
  - Overige huizen Poortugaal
- Rhoon
  - Centrum en Rhoon-West
  - Oude Koedood
  - Rhoon-Noord
  - Ghijseland en Huyters
  - Industrieterrein Overhoeken
  - Overige huizen Rhoon
  - Portland

Op het grondgebied van de gemeente Albrandswaard ligt ook het Rotterdamse bedrijventerrein Rotterdam Albrandswaard, waar de borden voor de bebouwde kom aangeven: "Rotterdam (gem. Albrandswaard)".

## Bezienswaardigheden
- Kasteel van Rhoon
- Huis te Pendrecht
- Rhoonse & Carnisse Grienden

### Monumenten
In de gemeente zijn er een aantal rijksmonumenten en oorlogsmonumenten, zie:
- Lijst van rijksmonumenten in Albrandswaard
- Lijst van oorlogsmonumenten in Albrandswaard

### Kunst in de openbare ruimte
In de gemeente Albrandswaard zijn diverse beelden, sculpturen en objecten geplaatst in de openbare ruimte, zie:
- Lijst van beelden in Albrandswaard

## Verkeer en vervoer

### Auto
Rhoon en Poortugaal liggen beide aan de N492 (Groene Kruisweg), die de dorpen aansluiting biedt op de A15 (Ring Rotterdam).

### Metro
De gemeente telt twee stations van de Rotterdamse metro: Rhoon en Poortugaal.

### Bus
De volgende buslijnen van de RET komen door de gemeente:
- Lijn 65: Poortugaal Metro - Rhoon Overhoeken
- Lijn 79: Poortugaal Metro - De Kijvelanden
- Lijn 82: Rotterdam Zuidplein → Slinge → Smitshoek → Rhoon Portland → Slinge → Zuidplein
- Lijn 183: Rotterdam Zuidplein - Slinge - Rhoon Portland - Carnisselande - Barendrecht - Rotterdam Lombardijen - Keizerswaard - Rotterdam Kralingse Zoom
- Lijn 283: Rotterdam Zuidplein - Slinge - Rhoon Portland - Carnisselande - Barendrecht - Rotterdam Lombardijen - Keizerswaard - Rotterdam Kralingse Zoom (spitsbus)
- Lijn 602: Poortugaal Metro - Rhoon - Portland (buurtbus)
- Lijn 612: Poortugaal Metro - Rhoon Binnenbaan (buurtbus)
- Lijn B7: Rotterdam Centraal → Charlois → Zuidplein → Rhoon → Portugaal → Hoogvliet (→ Pernis) → Rotterdam Centraal (nachtbus)

## Bestuur

### Burgemeester
Sinds 1 juli 2025 is Cees Pille (VVD) burgemeester van de gemeente. Hij was daarvoor Statenlid van de Provincie Zeeland.  

### Wethouders

#### 2006-2008
Na de verkiezingen van 2006 werd het gemeentebestuur gevormd door een coalitie van de VVD, de PvdA en de NAP. De wethouders waren:
- Dick Roelse (VVD)
- Gerard Brussaard (PvdA)
- Jan Backbier (NAP)

#### 2008-2010
In oktober 2008 kwam het college ten val, nadat er een motie van wantrouwen was aangenomen door de gehele raad. Reden hiervoor was slechte communicatie vanuit het college, onder meer over het ondergronds opslaan van CO2. Na nieuwe onderhandelingen kwam er een college met VVD, PvdA en CDA. Dit college bleef aan tot de verkiezingen van 2010. De wethouders waren:
- Vera Spuit (VVD)
- Raymond van Praag (PvdA)
- Han van Toornburg (CDA)

#### 2010-2014
Na de verkiezingen van 2010 werd het gemeentebestuur gevormd door een coalitie van EVA, PvdA en CDA. De wethouders waren:
- Bert Euser (EVA), tot januari 2014
- Raymond van Praag (PvdA)
- Mieke van Ginkel (CDA)
- Maret Rombout (EVA)

#### 2014-2015
Na de verkiezingen van 2014 werd het gemeentebestuur gevormd door een coalitie van de VVD, de nieuwe partij OPA, CDA en CU/SGP. De wethouders waren:
- Marco Goedknegt (VVD)
- Jan Backbier (OPA)
- Mieke van Ginkel (CDA)
- Johan van Wolfswinkel (CU/SGP)

#### 2015-2018
In november 2015 kwam de in 2014 gevormde coalitie van de VVD, de nieuwe partij OPA, CDA en CU/SGP ten val. Er werden nieuwe onderhandelingen gevormd en in november 2015 een nieuw collegebestuur geïnstalleerd. Dit bestuur werd gevormd door de partijen VVD, EVA, PvdA en de NAP. Het heeft standgehouden tot de verkiezingen van maart 2018.
Bij de vorming van dit nieuwe college van B&W stapten twee leden van de VVD uit de partij en begonnen de fractie Ram-Remijn. Zij waren het niet eens met de gekozen koers om de coalitie te laten vallen. Vlak voor de verkiezingen van maart 2018 sloot het tweetal zich opnieuw aan bij de VVD.
De wethouders waren:
- Marco Goedknegt (VVD) wethouder van o.a. wonen
- Maret Rombout (EVA) wethouder van o.a. sport
- Hans van der Graaff (PvdA) wethouder van o.a. financiën
- Jacqueline de Leeuwe (NAP) wethouder van o.a. groen

#### 2018-2022
Het college van burgemeester en wethouders voor de periode 2018-2020 wordt in Albrandswaard gevormd door een coalitie van de partijen VVD, Stem-Lokaal, Leefbaar Albrandswaard en het CDA. Alle partijen leveren één wethouder.
Op 28 januari 2020 heeft wethouder Boender zijn ontslag ingediend bij de burgemeester. Als reden voor zijn ontslag gaf hij aan 'zich minder thuis te voelen bij het politieke debat dan hij vooraf had ingeschat'. Leefbaar Albrandswaard ging op zoek naar een nieuwe wethouderskandidaat, en vond die in de persoon van Ronald Schneider (wethouder te Rotterdam tussen 2014-2017). Op dinsdag 7 april 2020 is Schneider benoemd. In diezelfde periode werd duidelijk dat Leefbaar Albrandswaard nog maar twee zetels overhoudt in de raad. Een van de drie oorspronkelijke raadsleden van Leefbaar gaat met een eigen partij verder.
- Marco Goedknegt (VVD), wethouder Financiën, Economie en Energietransitie.
- Martijn Heezen (Stem-Lokaal), wethouder Buitenruimte, Educatie en Sport.
- Mieke van Ginkel (CDA), wethouder Sociaal Domein, Kunst en Cultuur.
- Bas Boender (Leefbaar), wethouder Ruimtelijke Ordening en Wonen, tot januari 2020.
- Ronald Schneider (Leefbaar), wethouder Ruimtelijke Ordening en Wonen, vanaf april 2020.

#### 2022-2026
Na de verkiezingen van 2022 werd het gemeentebestuur gevormd door een coalitie van de EVA, VVD en CDA. De wethouders zijn anno 2024:
- Richard Polder (EVA)
- Mario Bianchi (VVD)
- Mieke van Ginkel (CDA)

### Gemeenteraad
Zie onderstaande tabel voor de zetelverdeling in de raad van Albrandswaard:
| Partij                               | 1984  | 1986  | 1990  | 1994  | 1998  | 2002  | 2006  | 2010  | 2014  | 2018  | 2022  |
| ------------------------------------ | ----- | ----- | ----- | ----- | ----- | ----- | ----- | ----- | ----- | ----- | ----- |
| Echt voor Albrandswaard              | -     | -     | -     | -     | -     | -     | 5     | 7     | 5     | 4     | 6     |
| VVD                                  | 5     | 5     | 4     | 4     | 4     | 4     | 4     | 5     | 6     | 5     | 4     |
| Stem-Lokaal                          | -     | -     | -     | -     | -     | -     | -     | -     | [ b ] | 3     | 3     |
| GroenLinks/PvdA                      | -     | -     | -     | -     | -     | -     | -     | -     | -     | -     | 3     |
| CDA                                  | 5     | 5     | 5     | 3     | 3     | 4     | 2     | 2     | 2     | 2     | 3     |
| Leefbaar Albrandswaard (2017-heden)  | -     | -     | -     | -     | -     | -     | -     | -     | -     | 3     | 1     |
| Nieuwe Albrandswaardse Partij        | -     | -     | -     | 3     | 4     | 3     | 3     | 1     | 2     | 1     | 1     |
| PvdA                                 | 5     | 5     | 3     | 2     | 2     | 3     | 4     | 3     | 2     | 1     | [ d ] |
| GroenLinks                           | -     | -     | -     | -     | -     | -     | -     | -     | -     | 1     | [ d ] |
| ChristenUnie-SGP (tot 2001: GPV-SGP) | -     | -     | -     | 1     | 1     | 1     | 1     | 1     | 1     | 1     | -     |
| Ouderen Politiek Actief              | -     | -     | -     | -     | -     | -     | -     | -     | 3     | -     | -     |
| Leefbaar Albrandswaard (2002-2006)   | -     | -     | -     | -     | -     | 2     | -     | -     | -     | -     | -     |
| D66                                  | -     | -     | 3     | 2     | 1     | -     | -     | -     | -     | -     | -     |
| Totaal                               | 15    | 15    | 15    | 15    | 15    | 17    | 19    | 19    | 21    | 21    | 21    |
| Opkomst                              | 68,7% | 75,2% | 66,6% | 69,2% | 64,9% | 62,5% | 62,1% | 54,8% | 52,6% | 54,5% | 49,3% |

## Aangrenzende gemeenten
| Aangrenzende gemeenten | Aangrenzende gemeenten | Aangrenzende gemeenten | Aangrenzende gemeenten | Aangrenzende gemeenten |
| ---------------------- | ---------------------- | ---------------------- | ---------------------- | ---------------------- |
|                        |                        | Rotterdam              |                        |                        |
|                        |                        |                        |                        |                        |
|                        | Barendrecht            |                        |                        |                        |
|                        |                        |                        |                        |                        |
| Nissewaard             |                        | Hoeksche Waard         |                        | Hoeksche Waard         |

Kernen: Poortugaal · Portland · Rhoon

Zuid-Holland · Steden en dorpen
Albrandswaard · Barendrecht · Capelle aan den IJssel · Delft · Den Haag · Krimpen aan den IJssel · Lansingerland · Leidschendam-Voorburg · Maassluis · Midden-Delfland · Nissewaard · Pijnacker-Nootdorp · Ridderkerk · Rijswijk · Rotterdam · Schiedam · Vlaardingen · Voorne aan Zee · Wassenaar · Westland · Zoetermeer
Alblasserdam · Albrandswaard · Alphen aan den Rijn · Barendrecht · Bodegraven-Reeuwijk · Capelle aan den IJssel · Delft · Den Haag · Dordrecht · Goeree-Overflakkee · Gorinchem · Gouda · Hardinxveld-Giessendam · Hendrik-Ido-Ambacht · Hillegom · Hoeksche Waard · Kaag en Braassem · Katwijk · Krimpen aan den IJssel · Krimpenerwaard · Lansingerland · Leiden · Leiderdorp · Leidschendam-Voorburg · Lisse · Maassluis · Midden-Delfland · Molenlanden · Nieuwkoop · Nissewaard · Noordwijk · Oegstgeest · Papendrecht · Pijnacker-Nootdorp · Ridderkerk · Rijswijk · Rotterdam · Schiedam · Sliedrecht · Teylingen · Vlaardingen · Voorne aan Zee · Voorschoten · Waddinxveen · Wassenaar · Westland · Zoetermeer · Zoeterwoude · Zuidplas · Zwijndrecht

Steden en dorpen · Voormalige gemeenten · Nederland: Provincies · Gemeenten
- Gemeinsame Normdatei: 4763937-4
- Library of Congress Control Number: n2015019658
- Virtual International Authority File: 235691835
- WorldCat: E39PCjMpTqkqg86wjJcMFVvH3P